# Szenkursk
Szenkursk (ros. Шенкурск) – miasto w północnej Rosji, na terenie obwodu archangielskiego, w północno-wschodniej Europie, nad rzeką Waga.
Miasto leży w rejonie szenkurskim, którego jest ośrodkiem administracyjnym.
Miejscowość została założona w 1229 r., prawa miejskie od 1780 r.
Miasto liczy 6.017 mieszkańców (1 stycznia 2005 r.) i jest lokalnym centrum przemysłu drzewnego. W osadzie znajdują się też zakłady mięsne i mleczarskie.

## Ludzie związani z miastem
- Ratmir Chołmow (1925–2006), rosyjski szachista, arcymistrz od 1960 roku.